# Choerades contristans
Choerades contristans là một loài ruồi trong họ Asilidae. Choerades contristans được Hobby miêu tả năm 1948.